# Marc Gianola
Marc Gianola (* 1. November 1973 in Samedan) ist ein ehemaliger Schweizer Eishockeyspieler (Verteidiger), der zwischen 1993 und 2009 ununterbrochen beim HC Davos aus der National League A unter Vertrag stand. Seit 2016 ist Gianola Cheforganisator des Spengler Cup und seit 2017 CEO des HC Davos.

## Karriere

### HC Davos
Marc Gianola begann seine Karriere beim EHC St. Moritz, bevor er 1993 zum HC Davos wechselte. Beim HCD entwickelte er sich innerhalb der nächsten Jahre zu einem soliden Abwehrspieler, der sowohl offensiv als auch defensiv zu überzeugen wusste. Seine besten Scorerwerte erreichte Gianola in den Spielzeiten 1999/2000 (10 Tore, acht Assists) und 2001/02 (fünf Tore, 13 Assists), wobei er in letzterer weitere vier Scorerpunkte in den Play-offs hinzufügte und mit dem HC Davos Schweizer Meister wurde. Ab 2004 führte er die Mannschaft des HCD als Captain auf das Eis und galt als «verlängerter Arm» des Trainers Arno Del Curto auf dem Eis.
Im Oktober 2009 beendete er seine aktive Karriere infolge mehrerer Knieverletzungen. In seiner Laufbahn gewann er mit Davos insgesamt vier Schweizer Meistertitel (2002, 2005, 2007 und 2009) und viermal den Spengler Cup.
Marc Gianola war nach seiner Eishockeykarriere zunächst Marketingleiter des HC Davos. Seit 2016 ist er Präsident des Traditionsturniers Spengler Cup. 2017 wurde Marc Gianola Chief Executive Officer des HC Davos und leitet seither die Geschäftsstelle des Clubs. Dabei begleitete er den Umbau des Eisstadions Davos (2019).

### Nationalmannschaft
Sein erstes Spiel für die Schweiz bei einem internationalen Wettbewerb absolvierte Gianola bei der Europameisterschaft der U18-Junioren 1991. Zwei Jahre später nahm er mit der Schweizer U20-Nationalmannschaft an der B-Weltmeisterschaft der U20-Junioren 1993 teil und erreichte den Aufstieg in die A-Gruppe.
1997 bestritt er sein erstes internationales Turnier für die Schweizer Herrenauswahl bei der B-Weltmeisterschaft und erreichte mit seinen Mannschaftskollegen den Wiederaufstieg in die A-Gruppe. Zudem absolvierte er vier Spiele im Rahmen der Olympiaqualifikation 1998, wurde aber für das olympische Turnier selbst nicht in das Kader berufen. In seiner Karriere hat Gianola über 30 Länderspiele für die Schweiz absolviert, wurde aber ab 1997 nicht mehr bei Weltmeisterschaften eingesetzt.

## Erfolge und Auszeichnungen
- 2002, 2005, 2007, 2009: Schweizer Meister
- 2000, 2001, 2004, 2006: Spengler Cup Sieger